# La Piojera
La Piojera (antaño llamada oficialmente Restaurante Santiago Antiguo) es una reconocida chingana del Barrio Chino, cerca de la Estación Mapocho, en la comuna de Santiago (Chile). Está ubicado en calle Aillavilú (mapudungún ailla=nueve y vilu=serpientes), casi frente al Mercado Central. Es una "picá" famosa en Chile (representativa de la gastronomía típica del país), un símbolo de la "cultura guachaca" (un tipo de cultura popular urbana chilena) y del "espíritu republicano", es decir, un ícono de la denominada chilenidad[cita requerida].

## Antecedentes
En Chile, como en muchos otros países americanos, los bares han sido un popular fenómeno social desde muy antiguo, y han marcado, hasta cierto punto, la cultura y las costumbres de numerosas generaciones. Tradicionalmente, los bares como este han sido lugares de encuentro y reunión informal, frecuentados a diario, por un público mayoritariamente masculino. A pesar de su notable importancia como centros sociales, los bares suelen ser cuestionados como propagadores de vicios como el alcoholismo, el tabaquismo y la ludopatía. En el caso de La Piojera, se puede añadir que el término "piojera" era utilizado en Chile para referirse a cualquier lugar que fuese notablemente insalubre.
El establecimiento fue adquirido en 1916 por Carlos Benedetti Pini y, desde entonces, permanece en manos de su familia, no obstante, el local ya funcionaba como bar desde 1896. La característica más relevante de este bar es su vínculo con las tradiciones del bajo pueblo santiaguino y al mismo tiempo, con la historia republicana y cultural de la nación chilena.

## Su nombre

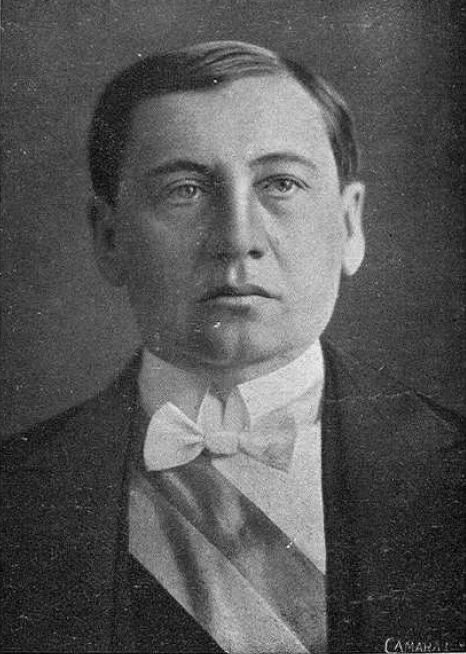
Arturo Alessandri Palma.

El nombre La Piojera (primero apodo, luego nombre oficial) se lo puso Arturo Alessandri Palma en 1922, cuando, siendo aún Presidente de Chile, fue invitado por el director de la Policía de Investigaciones para mostrarle una picada donde iba el pueblo a comer y beber. Al ver el paupérrimo aspecto del bar y el tipo de gente que repletaba el establecimiento (fundamentalmente proletariado), habría exclamado: «“¡¿Y a esta piojera me trajeron?!”». Desde entonces adquirió tal nombre, pero no fue hasta 1981 que se le puso el letrero en el frontis, rindiéndose finalmente al reconocimiento general. Posteriormente otros presidentes han visitado el local, entre ellos: Juan Antonio Ríos, Eduardo Frei Montalva, Salvador Allende y Eduardo Frei Ruiz-Tagle.
Sin embargo, los "famosos" más asiduos al bar han sido siempre los artistas, Francisco Coloane era uno de sus visitantes habituales y el cantante lírico Ramón Vinay hasta interpretó algunas arias de Verdi encaramado en un tonel de chicha. Crónicas de la prensa recuerdan que el pintor Pacheco Altamirano era otro cliente frecuente. En la década de los 80, varios poetas improvisaban lecturas de sus obras en el bar, entre ellos Jorge Teillier, Rolando Cárdenas, Álvaro Ruiz y Aristóteles España, entre otros. Pablo de Rokha vivió bastantes años a una cuadra de La Piojera, en el ya demolido Hotel Bristol, aunque no se sabe con certeza si fue o no cliente de este bar.

## Situación en el presente siglo

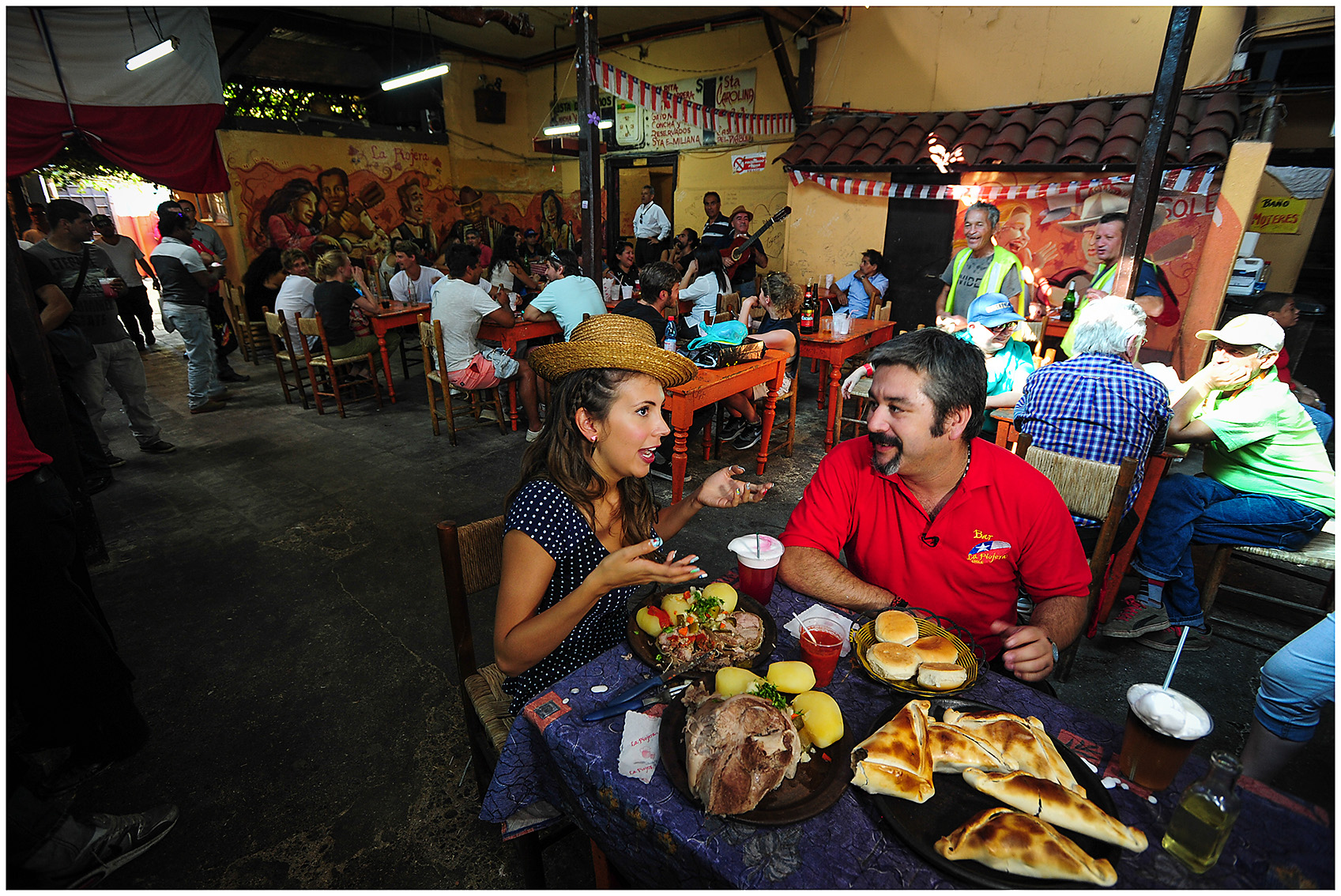
Nataly Chilet en La Piojera (2014).

Para el administrador, el público que visita esta picada a inicios del siglo XXI es más variado: "Aquí vienen muchas personalidades políticas y sociales, pero lo que yo más destacó es la gente que viene generalmente a comer o a servirse algún pipeño o vino tinto..", aseguraba en entrevista a La Cuarta. Y efectivamente, es uno de los pocos bares de la capital chilena donde aún se pueden reunir simultáneamente, poetas, músicos, obreros, estudiantes, oficinistas, profesionales, políticos y gente de la farándula. También se ha convertido en un centro de eventos culturales y hasta en plataforma para el lanzamiento de candidaturas políticas.
En mayo de 2003, el entonces alcalde de Santiago, Joaquín Lavín, anunció su intención de recuperar la tradición santiaguina de ir a tomarse un vaso de pipeño a La Piojera con las autoridades navales participantes del desfile capitalino por el Combate Naval de Iquique en el barrio Mapocho.
El bar se ha transformado en lugar de encuentro y casi máximo referente de los partidarios de la denominada cultura guachaca (cultura popular chilena), fue declarado por sus dirigentes, en octubre de 2003, Monumento de los Sentimientos de la Nación en una ceremonia liderada por el poeta y músico popular Dióscoro Rojas, acompañado por Patricio Santamaria , subsecretario general de gobierno en aquel entonces.
La Piojera fue también el lugar elegido por el senador Nelson Ávila (PRSD) para proclamar su fallida candidatura presidencial en el año 2005 y es el lugar donde se proclaman las candidaturas anuales a reinas y reyes de la "cumbre guachaca".
Manu Chao es visita frecuente cuando asiste a Chile. Incluso, sus conferencias de Prensa suelen realizarse en dicho establecimiento, indicando a los periodistas que si no aceptan el lugar, no da la Conferencia de prensa.

## Productos gastronómicos
Su principal y más famoso cóctel es el llamado Terremoto, aunque también se ha especializado en servir Vino Pipeño de Chillán, cañas de vino tinto y blanco (Vino chileno), chicha de Villa Alegre y San Javier, Ponche de Culén, Bigoteado, un mítico trago que se compone de restos de vino y bebidas alcohólicas dejadas por los comensales, y también Cola de mono para las ocasiones especiales. En comidas se ofrecen perniles, arrollados, malaya, huevos duros y también carnes a la parrilla.